# Great Bolas
Great Bolas är en ort i civil parish Waters Upton, i distriktet Telford and Wrekin, Storbritannien. Den ligger i grevskapet Shropshire och riksdelen England, i den södra delen av landet, 210 km nordväst om huvudstaden London. Great Bolas ligger 64 meter över havet och antalet invånare är 320. Bolas Magna var en civil parish fram till 1988 när blev den en del av Waters Upton. Civil parish hade 246 invånare år 1961.
Terrängen runt Great Bolas är platt.Runt Great Bolas är det tätbefolkat, med 570 invånare per kvadratkilometer. Närmaste större samhälle är Telford, 13,4 km söder om Great Bolas. Trakten runt Great Bolas består till största delen av jordbruksmark.